# Birth of a Prince
Albums de RZA
The World According to RZA
(2003) Afro Samurai: The Soundtrack
(2007)
Singles
1. We Pop
Sortie : 2003

Birth of a Prince est le troisième album studio de RZA, sorti le 7 octobre 2003.
L'album s'est classé 20e au Top R&B/Hip-Hop Albums et 49e au Billboard 200.

## Liste des titres
| No  | Titre                                                  | Contient un (des) sample(s) de | Durée |
| --- | ------------------------------------------------------ | --- | ----- |
| 1.  | Bob 'n I                                               | Hush, Little Baby (Traditionnel) Feeling Good de Freda Payne Superappin' de Grandmaster Flash and The Furious Five                                                                  | 2:52  |
| 2.  | The Grunge                                             | Looking Out My Window de Tom Jones | 1:56  |
| 3.  | We Pop (featuring Ol' Dirty Bastard et CCF Division)   | | 4:53  |
| 4.  | Grits (featuring Allah Real et Masta Killa)            | I Forgot to Remember de Jones & Blumenberg | 4:17  |
| 5.  | Fast Cars (featuring Ghostface Killah et Erica Bryant) | | 3:59  |
| 6.  | Chi Kung (featuring Beretta 9)                         | Loneliness de Jean Plum A Few More Kisses to Go d'Isaac Hayes | 4:20  |
| 7.  | You'll Never Know (featuring Cilvaringz)               | Do You Want to Know a Secret des Beatles | 3:23  |
| 8.  | Drink, Smoke + Fuck                                    | | 3:23  |
| 9.  | The Whistle (featuring Prodigal Sunn et Masta Killa)   | Daydream de Bernard Wystraete | 3:02  |
| 10. | The Drop Off (featuring Daddy-O & CCF Division)        | | 3:27  |
| 11. | Wherever I Go (featuring Allah Real et CCF Division)   | | 4:49  |
| 12. | Koto Chotan (featuring Masta Killa et Tash Mahogany)   | That's Just My Luck de Syl Johnson | 2:50  |
| 13. | A Day to God is 1,000 Years                            | I Loves You, Porgy de Billie Holiday Get Out of My Life Woman de Solomon Burke The Way We Were / Try to Remember de Gladys Knight & the Pips Memories of Scirocco de Chuck Mangione | 3:57  |
| 14. | Cherry Range (featuring Xavier Naidoo)                 | | 3:25  |
| 15. | The Birth                                              | Little Bo Peep (Traditionnel) Poverty's Paradise de The 24-Carat Black | 4:38  |
| 16. | See the Joy                                            | Joy de Nat Dove & the Devils | 3:10  |